# Rovno (Petrovsko)
Rovno est un village de la municipalité de Petrovsko (comitat de Krapina-Zagorje) en Croatie. Au recensement de 2011, le village comptait 120 habitants.